# Avviamento d'azienda
L'avviamento d'azienda, nell'ordinamento giuridico italiano, rappresenta il valore intrinseco e intangibile di un'azienda, che riflette la sua posizione sul mercato. Non è dunque un bene in sé o una componente dell'azienda, quanto piuttosto una sua caratteristica.
Ciononostante, nelle norme che disciplinano l'azienda (artt. 2555 ss. c.c.) non si trova alcun espresso riferimento all'avviamento; la sua rilevanza emerge tuttavia indirettamente dalla stessa nozione di azienda e, soprattutto, dalla disciplina del suo trasferimento. Esso è inoltre menzionato all'interno della disciplina del bilancio d'esercizio.

## Descrizione e caratteristiche
Dal punto di vista giuridico, può esser descritto come le possibilità di procacciare lucro in base a diverse circostanze, parametri e fattori, come ad esempio la sua organizzazione interna, le qualità personalí del titolare, le politiche di marketing, la notorietà dei suoi segni distintivi, per tale motivo dalla maggior parte della dottrina giuridica italiana è considerato un asset immateriale. Rientrano altresì in tale nozione le attività indicate dagli articoli 2195, n. 2 e 2196 del codice civile italiano. Vi sono escluse tutte quelle rientranti nella definizione dell'art. 42 della legge 27 luglio 1978 n. 392 (ad. es. attività scolastiche) salvo che ci sia un'organizzazione imprenditoriale dell'attività.
Il coordinamento funzionale dei beni aziendali (mobili e immobili, fungibili e infungibili, materiali e immateriali), non necessariamente di proprietà dell'imprenditore, può determinare un aumento di valore dei beni medesimi, presi nel loro insieme, rispetto all'utilità che avrebbero presi singolarmente. Esso può essere:
- derivativo, (purchased goodwill) quando acquistato a titolo oneroso;

- originario, (non-purchased goodwill o self generated goodwill) quando generato internamente in quanto quest'ultimo ha origine endogena e non è, quindi, il risultato di una acquisizione.

L'avviamento comprende una serie di fattori (immateriali) che rendono possibile, per l'imprenditore, il raggiungimento nel futuro di extra profitti. Fattori classificati in oggettivi e soggettivi; in particolare si parla di "avviamento oggettivo" quando il maggior valore è dovuto ai soli beni presi nella loro complessità, mentre si parla di "avviamento soggettivo" quando il maggior valore è dovuto alla capacità dell'imprenditore di accrescere e conservare la clientela.

## Rapporto col trasferimento di azienda
In caso di trasferimento di azienda l'acquirente subisce un “maggior costo” al momento dell'acquisto, dovuto alla capacità dell'azienda stessa di produrre ricavi superiori al minimo richiesto per remunerare il capitale. Un esempio pratico sono i crediti presso banche e fornitori, la qualità della clientela, il volume di affari, la conoscenza del mercato, ecc.
Questo maggior costo viene definito determinando il valore totale dell'azienda scontando i redditi futuri attesi, corretti per il rischio. La differenza tra il valore così ottenuto e il valore di bilancio opportunamente rettificato, è da imputare all'avviamento.
Nel trasferimento di azienda l'avviamento è protetto dal divieto di concorrenza per l'alienante, il quale non può, per un periodo di cinque anni dal trasferimento, iniziare una nuova impresa che, per l'oggetto, l'ubicazione o altre circostanze, sia idonea a sviare la clientela dell'azienda ceduta (art. 2557 c.c.). La norma presuppone che l'avviamento abbia influito sulla valutazione economica dell'azienda ceduta; il divieto è derogabile sia in senso più favorevole all'alienante che all'acquirente, ma non può arrivare ad impedire qualsiasi attività economica dell'alienante e la durata non può eccedere i cinque anni, altrimenti il divieto si considera comunque valido per tale periodo.
L'avviamento rileva anche in caso di trasferimento temporaneo dell'azienda a titolo di usufrutto o di affitto (artt. 2561 e 2562 c.c.): l'usufruttuario e l'affittuario devono infatti «gestire l'azienda senza modificarne la destinazione e in modo da conservare l'efficacia dell'organizzazione e degli impianti e le normali dotazioni di scorte», pena la cessazione del rapporto; le differenze di consistenza nell'inventario all'inizio e alla fine dell'usufrutto o dell'affitto sono regolate in denaro, in modo da compensare la perdita dell'avviamento in favore del titolare ovvero il suo incremento in favore dell'usufruttuario o dell'affittuario.

## Il ruolo nel bilancio
Anche se non costituisce un bene immateriale a sé stante, l'avviamento è una parte inseparabile dell'organizzazione e può essere iscritto in bilancio nell'attivo dello stato patrimoniale (voce B-I-5: art. 2424 c.c.), ma solo dietro opportune cautele volte ad evitare l'occultamento di perdite attraverso l'esagerazione dell'attivo: l'iscrizione è possibile solo se è stato acquisito a titolo oneroso, nei limiti del costo effettivamente sostenuto e previo consenso dell'organo di controllo interno sull'amministrazione, ossia del collegio sindacale, se esistente, e deve essere ammortizzato, come costo pluriennale, nei successivi esercizi per un periodo non superiore ai 10 anni (art. 2426 n. 6 c.c. modificato con D.Lgs. 139/2016). È consentito l'ammortamento dell'avviamento per un periodo limitato di durata superiore, purché esso non superi la durata per l'utilizzazione di questo elemento nell'attivo e ne sia data adeguata motivazione nella nota integrativa.

### Trattamento contabile
Nel contesto degli International Accounting Standards, il trattamento contabile dell'avviamento costituisce una delle tematiche più vivacemente discusse.
Come noto, nel contesto dei principi contabili internazionali, esso non è più soggetto ad ammortamento, bensì ad un procedimento di verifica almeno annuale della tenuta del suo valore (cosiddetto impairment test) che può condurre solo eventualmente ad una svalutazione. 
Le evidenze empiriche relative ai bilanci dei principali gruppi quotati italiani del periodo 2005-2009 mostrano che il trattamento contabile delineato negli International Accounting Standards sta producendo una progressiva accumulazione di valori di avviamento nei bilanci dei gruppi quotati, che neppure la grave crisi dei mercati finanziari e dell'economia reale iniziata nella seconda metà del 2008 ha saputo interrompere. Le citate evidenze empiriche mostrano che in alcuni gruppi quotati, l'avviamento arriva ad un valore pari a 2-3 volte il patrimonio netto complessivo e ad eccedere il 50% dell'attivo di stato patrimoniale consolidato. Inoltre, le svalutazioni compiute in media dai maggiori gruppi quotati hanno prodotto lo stesso effetto di ammortamenti calcolati sulla base di una vita utile compresa tra i 53 e i 532 anni (rispettivamente se si tiene conto delle svalutazioni apportate nel 2008 e nel 2009).

### Valutazione dell'impairment test
Secondo lo IAS nn. 36 e 37, la stima dei flussi di cassa avviene con metodo finanziario (Discounted Cash Flow unlevered), che prescinde dalle componenti di carattere finanziario e fiscale. In base ai parr. 43 e 50, il flusso da attualizzare è l'Ebitda. I flussi in valuta estera sono attualizzati ad un tasso proprio e rapportati al cambio corrente (alla data del bilancio). 
I flussi prospettici (previsionali) sono formalizzati in piani economici e budget approvati dalla direzione aziendale. Il loro orizzonte temporale di previsione massimo è fissato in cinque anni, incorporando gli eventuali flussi ulteriori (dal sesto al termine della vita utile) in un termine distinto, noto come valore residuale. Il tasso di attualizzazione di norma è allineato con il valore medio della crescita della produzione dell'impresa, ovvero con la media delle imprese di settore presenti nel Paese/i in cui l'azienda opera. Anche per i flussi di cassa può essere effettuata un'analisi di coerenza fra flussi prospettici e flussi storici. Il principio di coerenza fra flussi e tassi impone che:
- i flussi di risultato attesi e i tassi di attualizzazione impiegati debbano essere entrambi reali (ovvero nominali);
- il tasso di attualizzazione sia al lordo delle imposte;
- le componenti reali di rischio non possano essere considerate due volte: si attualizzano i flussi di cassa netti potenziali al WACC (per il premio di rischio operativo lo IAS propone come riferimento il Capital asset pricing model).

In alternativa a tale metodo del Risk Adjusted Discount Rate, esiste l'attualizzazione dei valore atteso dei flussi di cassa futuri, pesandoli con la loro probabilità ad un tasso risk-free (essendo il rischio già valutato nei flussi).
Il primo metodo è il più utilizzato. Nella prassi aziendale, il tasso di attualizzazione viene poi "aggiustato" per tenere conto del rischio-Paese, del rischio di cambio, e della volatilità dei tassi di interesse. Si possono inoltre applicare tassi di attualizzazione distinti per molteplici esercizi successivi.

## Il rapporto col fisco
Diversamente dalla normativa civilistica, che prevede una durata massima di 10 anni, dalle previsioni dei principi contabili OIC 24, che prevedo un ammortamento massimo in 20 anni, la disciplina fiscale prevede un limite di durata minimo di 18 anni per l'ammortamento dell'avviamento (art. 103 co. 3 TUIR).
Fino all'entrata in vigore della Legge finanziaria 2006, che ha modificato l'art. 103 co. 3 del TUIR, per questa quota di ammortamento era previsto un limite minimo temporale di 10 anni.
Le imprese che adottano (per obbligo o scelta volontaria) i principi IAS-IFRS per la redazione del bilancio, non assoggettano l'avviamento ad ammortamento bensì devono sottoporlo con frequenza almeno annuale ad impairment, cioè verifica del suo valore.

## Modalità di calcolo
Il calcolo dell'avviamento d'azienda è dato da:
Avviamento= Valore Economico - Patrimonio Netto.